# 取得
| ウィキペディアには「取得」という見出しの百科事典記事はありません（タイトルに「取得」を含むページの一覧/「取得」で始まるページの一覧）。 代わりにウィクショナリーのページ「取得」が役に立つかもしれません。 |